# From Autumn to Ashes
Pour la Fondation pour l'aide aux travailleuses et aux travailleurs accidentés (FATA), voir Michel Chartrand.
From Autumn to Ashes est un groupe de post-hardcore américain, originaire de Long Island, à New York. Leur premier album, Too Bad You're Beautiful, est publié en 2002, et se caractérise par une grande violence très hardcore, et des ambiances émotionnelles. Les incartades mélodiques sont bien là avec le morceau acoustique Chloroform Perfume, et les guitares sont lourdes et travaillées en solo. En 2003 sort The Fiction We Live qui consacre le groupe comme l'un des principaux combos emo. Signés chez le très populaire label indépendant Vagrant Records (The Get Up Kids, Dashboard Confessional), ils intègrent dans ce nouveau disque beaucoup plus de chant, bien que leurs compositions restent violentes.
En 2005, Abandon Your Friends sort, et fait la place à des titres plus « calmes » avec plus de place à Francis Mark au chant. En 2007, Holding A Wolf By The Ears sort, ce dernier opus reprenant plus ou moins les rythmes de The Fiction We Live.

## Biographie

### Formation etToo Bad You're Beautiful(2000–2002)
From Autumn to Ashes est formé à Long Island, New York, en 2000 avec Francis Mark (batterie/chant), Brian Deneeve (guitare) et Benjamin Perri (chant) - Perri fournit alors les cris (screaming), tandis que Mark s’occupe du chant cmair. Le groupe emploie aussi un guitariste, Steve, à l'époque où le projet devait être « juste pour le fun » et « n'était pas sérieux ». En ce qui concerne le nom du groupe, Scott Gross (guitare), qui rejoindra le groupe par la suite, explique : « vous n'aurez jamais la réponse à ce sujet, parce que ça mènera à peu de chose près à la fin au groupe » et que « personne n'en connaîtra la raison et nous continuerons de garder le secret. » Le terme Autumn s’attribue tant à la saison qu'à un personnage que le groupe a créé. Mark et Gross avait prévu d’utiliser le personnage dans un livre. 
Pendant les quelques premiers mois de tournée, From Autumn to Ashes revendique avoir vendu la moitié de leur équipement, une voiture, et dépensé entre 3 000 $ et 4 000 $ en faisant des démos et en les distribuant à la main. Gross et Mike Pilato (basse) rejoignent le groupe alors qu’ils essayaient de trouver une maison de disques. Ils racontent : « on en a bouffé des démarches envers les labels, un tas d'appels pour faire chier les gens. » En 2001, From Autumn to Ashes se produit à Long Island avec les groupes de Ferret Music, Skycamefalling et Martyr AD. Le jour suivant, le fondateur de Ferret Music, Carl Severson est entré en contact avec le groupe et ils sont signés en 2001.
Le premier album studio du groupe, Too Bad You’re Beautiful, est publié le 14 août 2001 en distribution limitée. Too Bad You’re Beautiful, qui s'inspire entièrement d’une relation qu'a eu Perri, compte 50 000 exemplaires vendus aux États-Unis, et ainsi, From Autumn to Ashes devient le groupe qui a rapporté le plus à Ferret Records. Ils font aussi participer Melanie Wills, du groupe One True Thing, au chant sur la chanson Short Stories With Tragic Endings. Un critique sur de Punk News déclare que l'album est capable « de nous endormir comme une comptine, puis de nous réveiller en sursaut avec du hardcore explosif pour nous envoyer de ce côté du Mississippi. » En 2000, sous le label musical Tribunal, le groupe sort Sin, Sorrow and Sadness, un EP, le 5 mars, et participe plus tard aux Vans Warped Tour pendant l’été.

### The Fiction We Live(2003–2004)
En 2003, après que beaucoup se soient demandé avec quel label From Autumn to Ashes sortirait son album suivant, le groupe signe avec le label Vagrant Records, et s'associe avec Garth « GGGarth » Richardson à la production. Après s’être produit en 2003 au Warped Tour, ils publient leur deuxième album studio, The Fiction We Live, le 9 septembre 2003, dans lequel ils disposent encore des chants de Melanie Wills sur la chanson Autumns Monologue. L'album est décrit comme plus mélodique dans le son que Too Bad You're Beautiful. Perri explique que dans The Fiction We Live les chansons avaient plus de structure qu’à leurs débuts et étaient le résultat du temps que le groupe a passé ensemble. Aubin Paul de Punk News voit en cette sortie une croissance de Too Bad You're Beautiful.
Le fait qu’ils soient passés à un label plus important, et à un son légèrement plus commercial, permet au groupe de trouver plus de succès et de produire trois singles The After Dinner Payback, Lilacs and Lolita et Milligram Smile. La chanson The After Dinner Payback est apparu sur la bande son du film d’épouvante Freddy contre Jason (Freddy vs. Jason). Dans les mois qui suivent, le groupe visite le pays, et participe en 2004 au Warped Tour pendant lequel Josh Newton (basse) rejoint le groupe, et que Pilato et Gross le quittent.

### Abandon Your Friends(2005–2006)
Le 8 mars 2005, une nouvelle édition de Too Bad You’re Beautiful sort, avec des chansons de l’EP Sin, Sorrow, and Sadness. Sous la direction du producteur Richardson, From Autumn To Ashes sort leur troisième album, Abandon Your Friends, le 30 août 2005. L'album s'inspire de l'idée qu'« [abandonner ses amis est] en quelque sorte… ce que nous faisons. Je veux dire, c’est dans le sens où qui part à la chasse perd sa place quand nous partons [en tournée]. » Abandon Your Friends provoque une rumeur selon laquelle il y aurait des conflits internes dans le groupe et que celui-ci risquerait de se séparer,. Perri n’avait pas été très impliqué dans l’enregistrement de l’album, malgré la déclaration qui avait été faite dans des interviews selon lesquelles l’album était « un effort collaboratif. »
Le groupe est loin du son mélodique de leurs albums passés, et se centre sur les chants de Francis Mark.
Le critique de CMJ Tracey John explique que l'album « ne montre pas beaucoup de progression par rapport à l'année 2003 avec The Fiction We Live. » Un critique de Punk News explique même que si vous êtes « un fan de From Autumn to Ashes, vous serez déçus. » Abandon Your Friends produit un seul single Where Do You Draw The Line? ainsi que son clip. Malheureux à cause des tournées, Jonathan Cox quitte le groupe.

### Holding a Wolf by the Ears(2007)
Après une pause de cinq mois au début de 2006, From Autumn to Ashes repart en tournée au Vans Warped Tour, avec Rob Lauritsen à la place de Cox. En septembre 2006, le groupe loue un studio d’enregistrement et commence à écrire ce qui deviendra Holding a Wolf by the Ears. Brian McTernan est choisi comme  producteur parce qu'il avait précédemment travaillé avec Mark et Newton pour leur projet personnel, l’album Biology. Alors que From Autumn to Ashes se prépare pour commencer l’enregistrement en studio de l’album, Mark note que Perri « n'a jamais participé ni aux répétitions, ni aux enregistrements". » Il ajoute qu'il « agissait aussi de cette façon quand nous avons écrit Abandon Your Friends. » Perri avait alors déclaré qu'il ne ferait plus partie du groupe. Mark explique « je pense qu'il aurait pu trouver un moyen plus respectueux de dire qu'il quittait le groupe. » Il dit aussi que c'était en fin de compte « cool qu'il reconnaisse qu'il n'avait plus de passion pour le groupe. » En décidant de continuer sans Perri, Mark devient le chanteur principal du groupe, participant aux cris et aux chants, tout en jouant de la batterie.
Mark, auteur du groupe, explique qu’il « travaille très durement sur l’écriture et la révison des paroles très personnelles », et constate qu’une partie de lui n’a pas voulu laisser les paroles être chantées par quelqu’un d’autre, et même avec le départ de Perri, quand Mark a commencé à enregistrer les pistes vocales « il a immédiatement semblé que les choses étaient telles qu’elles avaient toujours été. » Mark dit que la plus grande partie des paroles de l'album était « à propos du vécu » ou sur « l’idée que les extrêmes sont dangereux. » Enregistré en environ un mois, Holding A Wolf By The Ears tire son titre d'une citation de Thomas Jefferson : « But as it is, we have the wolf by the ear, and we can neither hold him, nor safely let him go. Justice is in one scale, and self-preservation in the other ». Le critique Drew Beringer d'Absolute Punk loue le changement du groupe déclarant que « Mark est trois fois plus sur le devant de la scène que Perri était » et donne « la passion qui avait sévèrement manqué quand Perri était dans le groupe. »
Au début de 2007, le groupe commence à auditionner des batteurs pour remplacer Mark aux prochaines tournées. Initialement à la recherche d'un membre provisoire, From Autumn To Ashes  prévoyait de rester un quartette s’ils ne s’entendait pas avec le batteur. Cependant, Jeff Gretz est officiellement recruté en mars 2007, deux semaines avant que de From Autumn n'ait commencé à voyager. L’EP These Speakers Don't Always Tell the Truth sort le 13 mars 2007, contenant des chansons du prochain album et une piste précédemment non sortie. Holding a Wolf By the Ears  est publié le 9 avril 2007 sous le label Vagrant Records et, selon Mark, est « plus lourd que tout ce que nous avons jamais fait. » Le critique Corey Apar d'AllMusic note que le groupe « semble plus fort qu’il n’a été pendant un temps. » Les clips de Pioneers et Deth Kult Social Club sont filmées, le premier basé sur The Lottery, une nouvelle écrite par Shirley Jackson, et le second, une vidéo de Long Island publiée en fin février 2007. Pioneers est le premier single de l’album. En septembre 2007, Newton quitte From Autumn To Ashes, et l’ancien bassiste Pilato revient dans le groupe pour prendre la place de Newton.

### Live at Looney Tuneset séparation (2008–2014)
En janvier 2008, le groupe se produit au magasin Looney Tunes à New York. Un enregistrement de ce show est publié chez Vagrant Records le 17 juin 2008. Cet album est le dernier de From Autumn to Ashes. Une semaine avant que l'album live sorte, le groupe annonce qu'ils vont faire une « pause indéfinie ».  Le chanteur Francis Mark commente : « Je me sens comme si nous avions accompli tout ce que nous pouvions espérer avec FATA. Je ne le ressens pas comme une séparation. Juste comme une fin. C'est terminé. Je dirais que nous faisons un hiatus indéfini car le terme "séparation" suggère des circonstances négatives. Il n'y a eu aucune querelle entre les membres du groupe. Ce n'est pas une question de support des fans parce que nous avons la chance d'avoir les plus loyaux et passionnés amis qu'un groupe puisse rêver d'avoir. Merci encore pour votre soutien pour notre dernier album. »
Mark et Lauritsen formeront un groupe, Warship, et leur premier album Supply & Depend est sorti en novembre 2008, chez Vagrant Records. Lauritsen quitte ce groupe en juin 2009.

### Retour (depuis 2014)
Le groupe donne signe de vie sur Twitter le 13 octobre 2014. Le 4 novembre 2014, ils tweetent une parole issue de la chanson Kansas City 90210 : If I wanted to make a comeback would kids receive me? Unemployment, I've been ruined by young hands clapping. Le 7 juillet 2015, le chanteur Francis Mark est accusé dans le Michigan de ventes de drogue.

## Membres

### Membres actuels
- Francis Mark – chant, piano (2000–2001), chant, batterie, piano (2001–2007), chant, piano (2007–2008, depuis 2014)
- Brian Deneeve – guitare solo, chœurs (2001–2008, depuis 2014)
- Mike Pilato – basse, chœurs (2000–2004, 2007–2008, depuis 2014)
- Rob Lauritsen – guitare rythmique (2006–2008, depuis 2014)
- Jeff Gretz – batterie, chant (2007–2008, depuis 2014)

### Anciens membres
- Benjamin Perri – chant guttural (2000–2006)
- Stephen Salvio – batterie (2000–2001)
- Scott Gross – guitare (2000–2004)
- Josh Newton – guitare basse, chœurs (2004–2007)
- Jonathan Cox – guitare (2005)

## Discographie

### Albums studio
| Année | Titre                      | Label           | Meilleure position | Meilleure position |
| Année | Titre                      | Label           | US                 | US Indie           |
| ----- | -------------------------- | --------------- | ------------------ | ------------------ |
| 2001  | Too Bad You're Beautiful   | Ferret Music    | —                  | —                  |
| 2003  | The Fiction We Live        | Vagrant Records | 73                 | 5                  |
| 2005  | Abandon Your Friends       | Vagrant Records | 58                 | 4                  |
| 2007  | Holding a Wolf by the Ears | Vagrant Records | 74                 | 8                  |

### EP
- 2000 : Sin, Sorrow and Sadness
- 2005 : The Bled/From Autumn to Ashes
- 2007 : These Speakers Don't Always Tell the Truth
- 2007 : Stitches/Deth Kult Social Club

### Albums live
- 2008 :  Live at Looney Tunes

### Clips
- 2001 : The Royal Crown vs. Blue Duchess
- 2003 : Milligram Smile
- 2004 : The After Dinner Payback
- 2005 : Where Do You Draw the Line
- 2007 : Pioneers

### Apparitions
- 2003 : Chloroform Perfume (Acoustic) (sur la compilation Punk Goes Acoustic)
- 2003 : The After Dinner Payback (sur la bande originale du film Freddy vs. Jason)
- 2003 : Lilacs and Lolita (sur le jeu vidéo American Chopper)
- 2004 : Territorial Pissings (sur l'album Another Year on the Streets, Vol. 3)